# Condado de Armstrong (Texas)
O Condado de Armstrong é um dos 254 condados do estado norte-americano do Texas. A sede do condado é Claude, e sua maior cidade é Claude.
O condado possui uma área de 2 367 km² (dos quais 0 km² estão cobertos por água), uma população de 2 148 habitantes, e uma densidade populacional de 1 hab/km² (segundo o censo nacional de 2000).
O condado foi criado em 1876.